# Suite on a Hymn
Suite on a Hymn is een compositie voor harmonieorkest of fanfare van de Nederlandse componist Henk van Lijnschooten. Dit werk is gecomponeerd in opdracht van de Minister van Cultuur, Recreatie en Maatschappelijk Werk ter gelegenheid van het vijftigjarig bestaan van de Rooms-Katholieke Bond van Muziekgezelschappen in Zuid-Holland, een van de deelbonden van de Federatie van Katholieke Muziekbonden in Nederland.
Het werk is op langspeelplaat opgenomen door de Koninklijke Militaire Kapel onder leiding van Jan van Ossenbruggen.